# 2019년 FIFA U-20 월드컵 선수 명단
이 문서에서는 2019년 FIFA U-20 월드컵에 참여한 선수 명단을 정리한다.

## A조

### 폴란드
틀:2019년 FIFA U-20 월드컵 폴란드 선수 명단

### 콜롬비아
틀:2019년 FIFA U-20 월드컵 폴란드 선수 명단

### 세네갈
틀:2019년 FIFA U-20 월드컵 폴란드 선수 명단

### 타히티
틀:2019년 FIFA U-20 월드컵 타히티 선수 명단

## B조

### 멕시코
틀:2019년 FIFA U-20 월드컵 멕시코 선수 명단

### 이탈리아
틀:2019년 FIFA U-20 월드컵 이탈리아 선수 명단

### 에콰도르
틀:2019년 FIFA U-20 월드컵 에콰도르 선수 명단

### 일본
틀:2019년 FIFA U-20 월드컵 일본 선수 명단

## C조

### 우루과이
틀:2019년 FIFA U-20 월드컵 우루과이 선수 명단

### 뉴질랜드
틀:2019년 FIFA U-20 월드컵 뉴질랜드 선수 명단

### 온두라스
틀:2019년 FIFA U-20 월드컵 온두라스 선수 명단

## D조

### 미국
틀:2019년 FIFA U-20 월드컵 미국 선수 명단

### 나이지리아
틀:2019년 FIFA U-20 월드컵 나이지리아 선수 명단

### 우크라이나
틀:2019년 FIFA U-20 월드컵 우크라이나 선수 명단

### 카타르
틀:2019년 FIFA U-20 월드컵 카타르 선수 명단

## E조

### 프랑스
틀:2019년 FIFA U-20 월드컵 프랑스 선수 명단

### 말리
틀:2019년 FIFA U-20 월드컵 말리 선수 명단

### 사우디아라비아
틀:2019년 FIFA U-20 월드컵 사우디아라비아 선수 명단

### 파나마
틀:2019년 FIFA U-20 월드컵 파나마 선수 명단

## F조

### 포르투갈
틀:2019년 FIFA U-20 월드컵 포르투갈 선수 명단

### 아르헨티나
틀:2019년 FIFA U-20 월드컵 아르헨티나 선수 명단

### 남아프리카공화국
틀:2019년 FIFA U-20 월드컵 남아프리카 공화국 선수 명단